# Bandeja de cables

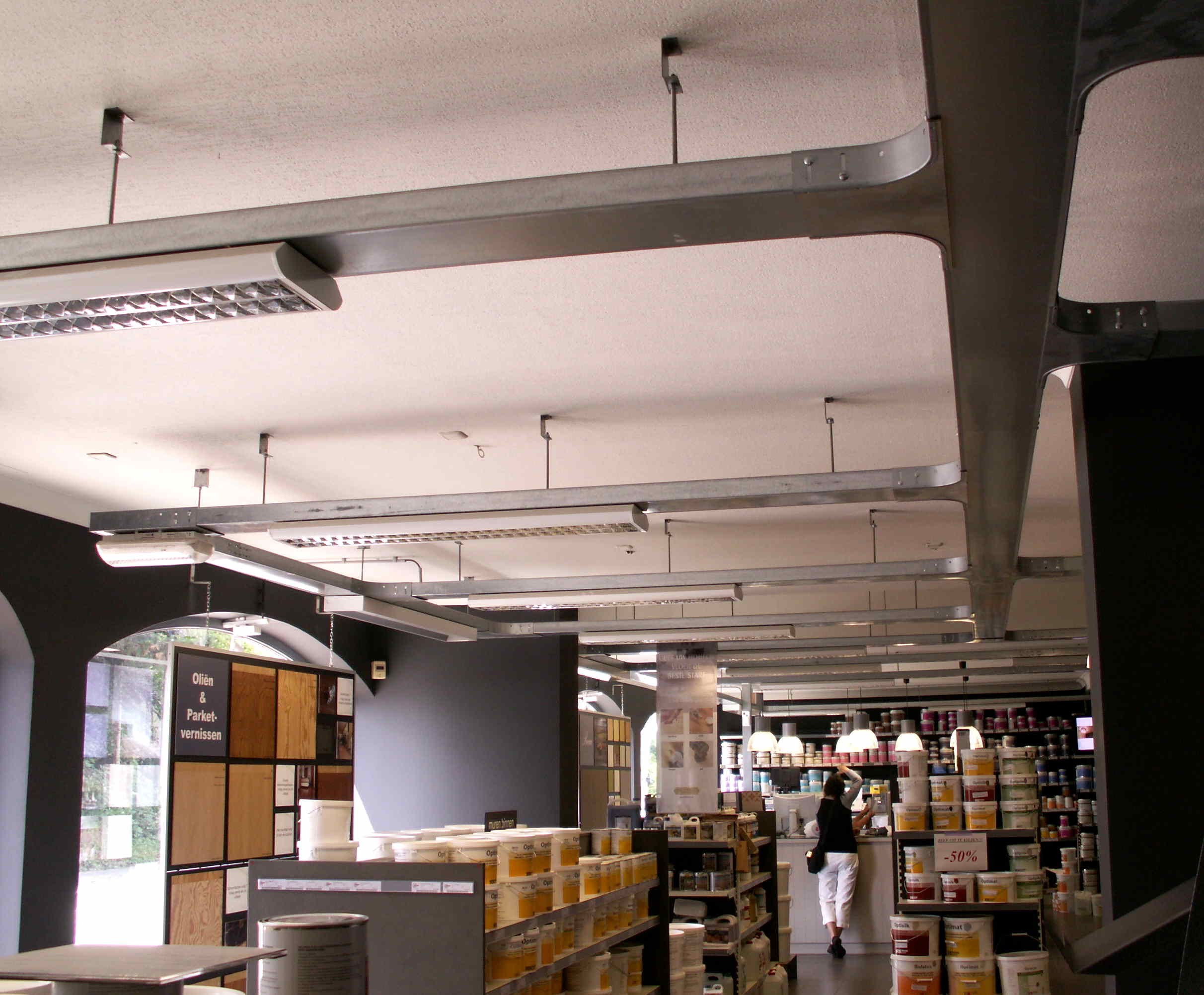
Bandeja de cables en el techo de una tienda

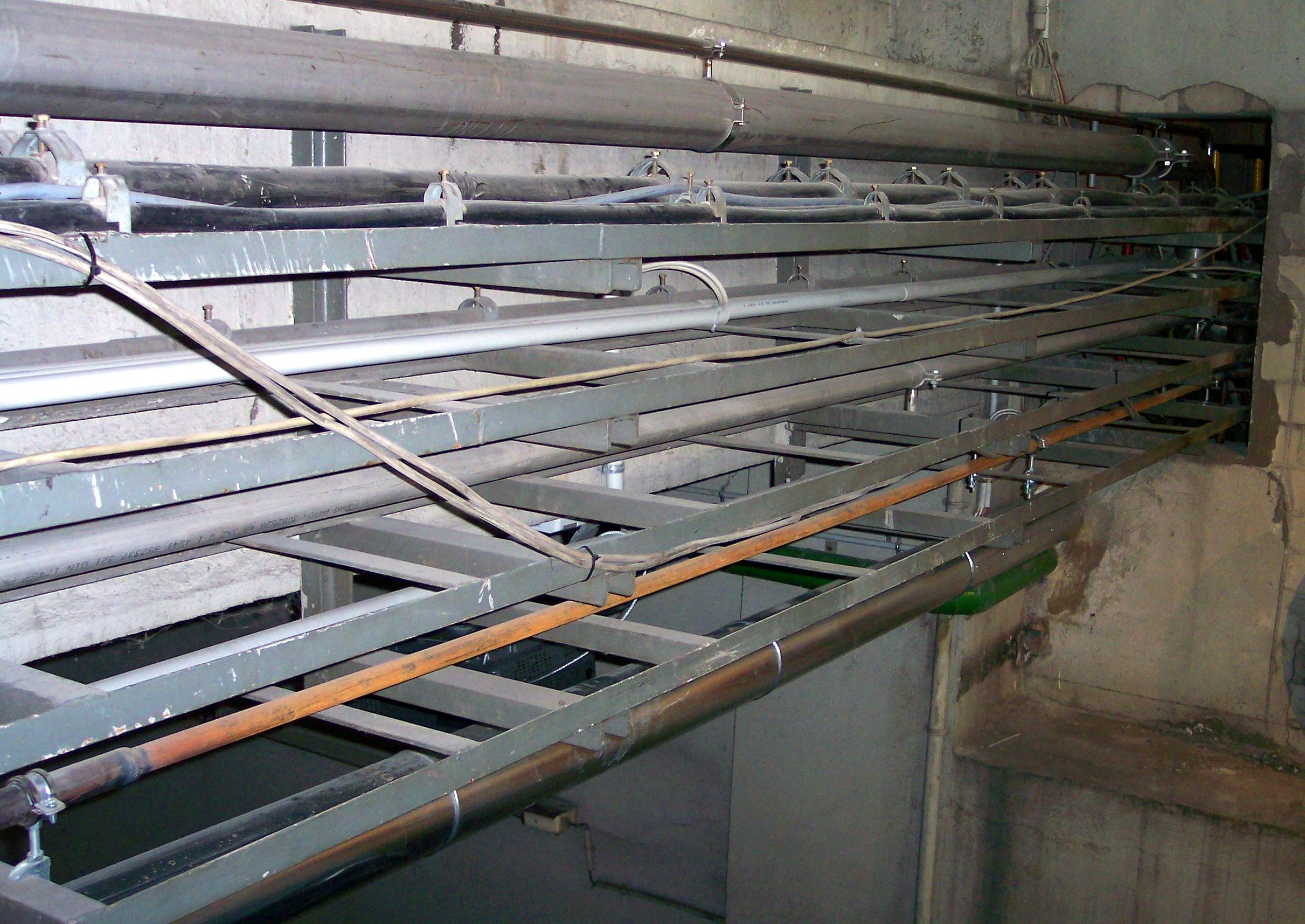
Bandejas de cables

Una bandeja de cables (España) o escalerilla (México) es un sistema para colocar cables aislados y otros cables (comunicación, red, etcétera) en estructuras de la construcción, como por ejemplo en oficinas, edificios, viviendas, industrias y otros. Permite acceder fácilmente y es útil cuando se añaden nuevos cables o se sustituyen los antiguos. Las bandejas de cables son de acero galvanizado, acero inoxidable, aluminio o de plástico, en función de cómo se va a utilizar o dónde se va a colocar.
La alternativa es el uso de tubos corrugados, que también permiten la sustitución del cableado antiguo.